# Duroia merumensis
Duroia merumensis är en måreväxtart som beskrevs av Julian Alfred Steyermark. Duroia merumensis ingår i släktet Duroia och familjen måreväxter.
Artens utbredningsområde är Guyana. Inga underarter finns listade i Catalogue of Life.